# Liste des dénominations italiennes d'origine protégée

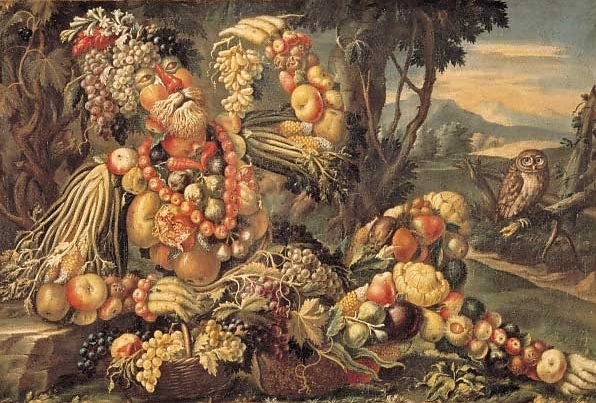
Représentation picturale de produits agricoles par Giuseppe Arcimboldo.

## Céréales
- Riso di Baraggia Biellese e Vercellese

## Charcuterie
- Capocollo di Calabria (it)
- Cinta senese
- Coppa Piacentina (it)
- Crudo di Cuneo
- Culatello di Zibello
- Pancetta di Calabria (it)
- Pancetta Piacentina (it)
- Prosciutto di Carpegna (it)
- Prosciutto di San Daniele
- Prosciutto di Modena (it)
- Jambon de Parme (Prosciutto di Parma)
- Prosciutto Toscano (it)
- Prosciutto Veneto Berico-Euganeo (it)
- Salame Brianza (it)
- Salamini italiani alla cacciatora (it)
- Salame Piacentino (it)
- Salame Piemonte
- Salame di Varzi (it)
- Salmerino del Trentino
- Salsiccia di Calabria (it)
- Soppressata di Calabria (it)
- Sopressa Vicentina (it)
- Vallée d'Aoste Jambon de Bosses
- Vallée d'Aoste Lard d'Arnad

## Coquillages
- Cozza di Scardovari

## Épices
- Zafferano dell'Aquila (it)
- Zafferano di San Gimignano (it)

## Huiles d'olive
- Alto Crotonese
- Aprutino Pescarese (it)
- Brisighella
- Bruzio (it)
- Canino
- Cartoceto
- Chianti Classico
- Cilento
- Collina di Brindisi (it)
- Colline Pontine
- Colline di Romagna (it)
- Colline Salernitane (it)
- Colline Teatine (it)
- Dauna
- Irpinia - Colline dell'Ufita (it)
- Laghi Lombardi (it)
- Lametia (it)
- Lucca
- Molise
- Monte Etna
- Monti Iblei
- Penisola Sorrentina
- Pretuziano delle Colline Teramane (it)
- Riviera Ligure
- Sabina
- Sardegna
- Seggiano
- Tergeste
- Terra di Bari
- Terre Aurunche
- Terra d'Otranto (it)
- Terre di Siena (it)
- Terre Tarentine (it)
- Umbria
- Tuscia
- Valdemone (it)
- Val di Mazara
- Valle del Belice
- Valli Trapanesi (it)
- Veneto Valpolicella (it)
- Vulture

## Fromages
- Asiago
- Bitto
- Bra
- Caciocavallo Silano
- Canestrato Pugliese
- Casatella Trevigiana
- Casciotta d'Urbino
- Castelmagno
- Fiore sardo
- Fontine
- Formaggella del Luinese
- Formaggio di Fossa di Sogliano
- Formai de mut dell'Alta Valle Brembana
- Gorgonzola
- Grana Padano
- Montasio
- Monte Veronese
- Mozzarella di Bufala Campana
- Mozzarella di Gioia del Colle
- Murazzano
- Nostrano Valtrompia
- Parmigiano Reggiano
- Pecorino di Filiano (it)
- Pecorino romano
- Pecorino Sardo
- Pecorino Siciliano (it)
- Pecorino Toscano
- Piacentinu Ennese
- Piave
- Provolone del Monaco (it)
- Provolone Valpadana
- Puzzone di Moena
- Quartirolo Lombardo
- Ragusano
- Robiola di Roccaverano
- Ricotta Romana
- Salva cremasco
- Spressa delle Giudicarie (it)
- Squacquerone di Romagna
- Stelvio ; Stilfser
- Taleggio
- Toma Piemontese (it)
- Vallée d'Aoste Fromadzo
- Valtellina Casera (it)
- Vastedda della valle del Belice

## Fruits

### Fruits frais
- Arancia di Ribera (it)
- La Bella della Daunia (it)
- Bergamotto di Reggio Calabria (it)
- Ciliegia dell'Etna
- Ficodindia dell'Etna (it)
- Mela del Friuli Venezia Giulia
- Oliva Ascolana del Piceno
- Susina di Dro

### Fruits secs
- Castagna di Vallerano
- Fichi di Cosenza
- Fico Bianco del Cilento
- Marrone di Caprese Michelangelo (it)
- Marrone di San Zeno (it)
- Nocellara del Belice
- Nocciola romana
- Pistacchio Verde di Bronte

#### Farine
- Farina di castagne della Lunigiana
- Farina di Neccio della Garfagnana (it)
- Farro di Monteleone di Spoleto

- Pagnotta del Dittaino
- Pane di Altamura

## Miel
- Miele della Lunigiana
- Miele delle Dolomiti Bellunesi
- Miele della Valtellina

## Plantes

### Plantes protégé
- Aglio Bianco Polesano
- Aglio di Voghiera
- Asparago Bianco di Bassano (it)
- Basilico Genovese
- Brovada
- Carciofo Spinoso di Sardegna
- Cipollotto Nocerino (it)
- Fagioli Bianchi di Rotonda
- Fagiolo Cannellino di Atina
- Mela Val di Non
- Melanzana Rossa di Rotonda
- Patata di Bologna
- Peperone di Pontecorvo
- Pomodorino del Piennolo del Vesuvio
- Pomodoro S.Marzano dell'Agro Sarnese-Nocerino

### Plante vivace
- Liquirizia di Calabria (réglisse)

## Poissons BSN 85
- Tinca Gobba Dorata del Pianalto di Poirino
- Trota del Trentino

## Vinaigres
- Aceto Balsamico Tradizionale di Modena
- Aceto balsamico tradizionale di Reggio Emilia (it)